# Njemačka internacionalna škola u Zagrebu
Njemačka internacionalna škola u Zagrebu (Deutsche Internationale Schule in Zagreb - DISIZ) osnovana je 2004. godine na inicijativu hrvatskih, njemačkih i austrijskih roditelja te Veleposlanstva Savezne Republike Njemačke u Zagrebu i hrvatsko-njemačkih tvrtki. Nalazi se u Zagrebu na Fratrovcu 36 zajedno s Francuskom školom Zagreb s kojom surađuje u sklopu tzv. EuroCampusa. 
Njemačka internacionalna škola u Zagrebu, koja nakon dvije godine postojanja nudi vrtić, predškolu te prva četiri razreda osnovne škole, a postupno će povećavati stupnjeve razreda do mature, djeluje na temelju nastavnog plana i programa njemačke savezne pokrajine Baden-Württemberg koji dopunjuje obveznim dijelom nastavnog plana i programa Republike Hrvatske (npr. hrvatski jezik kao obvezni predmet za učenike izvorne govornike hrvatskog jezika i dr.). Škola je integracijskog bikulturnog karaktera (tzv. škola susretanja) te je otvorena za svu djecu neovisno o državljanstvu ili bilo kojoj drugoj pripadnosti. Uvjet upisa u školu je aktivno znanje njemačkog jezika, a u vrtić i predškolu postojanje prvih kontakata s njemačkim jezikom. Preko trideset posto djece i učenika Njemačke internacionalne škole u Zagrebu su hrvatska djeca, a ostala djeca dolaze iz Njemačke i Austrije, ali i mnogih drugih zemalja cijeloga svijeta. 
Suradnja Njemačke internacionalne škole u Zagrebu s Francuskom školom Zagreb koja se odvija pod nazivom "EuroCampus - dvije škole pod jednim krovom" obuhvaća, pored zajedničkog korištenja infrastrukture, zajedničku nastavu u nekolicini predmeta poput glazbenog, likovnog i tjelesnog odgoja te međusobnog učenja jezika. EuroCampus Zagreb osmi je EuroCampus u svijetu te prvi u istočnoj i jugoistočnoj Europi. 

## Vanjske poveznice
- Službene web stranice
- EuroCampus Zagreb
- Službene web stranice Francuska škola Zagreb